# (15788) 1993 SB
1993 أس بي (ويعرف أيضًا باسم (15788) 1993 أس بي وفق تسمية الكوكب الصغير) (بالإنجليزية: 1993 SB)‏ هو كويكب ضمن حزام الكويكبات؛ وترتيبه 15788 من حيث الاكتشاف.
اكتُشف هذا الجُرم الفلكي بواسطة Alan Fitzsimmons ‏ في 16 سبتمبر 1993.

## وصلات خارجية
- (15788) 1993 SB في قاعدة بيانات مختبر الدفع النفاث لأجرام النظام الشمسي الصغيرة

- الاكتشاف · مخطط المدار ·  العناصر المدارية · المعلمات المادية

- (15788) 1993 SB على موقع ويكي سكاي: DSS2, SDSS, GALEX, IRAS, Hydrogen α, X-Ray, Astrophoto, Sky Map, Articles and images